# Тарасово (Череповецкий район)
Тарасово — деревня в Череповецком районе Вологодской области.
Входит в состав Абакановского сельского поселения, с точки зрения административно-территориального деления — в Абакановский сельсовет.
Расстояние по автодороге до районного центра Череповца — 45 км, до центра муниципального образования Абаканово — 2 км. Ближайшие населённые пункты — Абаканово, Заручевье, Новишки.
По данным переписи в 2002 году постоянного населения не было.